# Serge Baguet
Serge Baguet (Brakel, 18 de agosto de 1969-Hautem-Saint-Liévin, 9 de fevereiro de 2017) foi um ciclista belga profissional de 1991 a 2007.
Em 2014, dentro da Feira Internacional de Turismo (FITUR), a prefeitura da localidade almeriense de Mojácar fez entrega do Indalo de Ouro a Serge Baguet, o mais importante distintivo que entrega esta localidade.
Em 9 de fevereiro de 2017 faleceu na localidade de Hautem-Saint-Liévin por causa de um cancro do cólon que lhe foi detetado dois anos antes.

## Palmarés
| - 1990 - Tríptico das Ardenas, mais 4 etapas - 1 etapa do Grande Prêmio Guillermo Tell - 1991 - Tour de Berna - 1992 - 1 etapa do Tour de Limusino - 1993 - 1 etapa da Volta à Grã-Bretanha - 1994 - Clássica de Sabiñánigo - Stadsprijs Geraardsbergen | - 2000 - Stadsprijs Geraardsbergen - 2001 - Druivenkoers Overijse - 1 etapa do Tour de France - 2005 - 2 etapas da Volta à Andaluzia - Campeonato da Bélgica em Estrada - Grande Prêmio Stad Sint-Niklaas |

## Resultados nas grandes voltas
| Corrida            | 1991 | 1992 | 1993  | 1994 | 1995 | 1996 | 1997 | 1998 | 1999 | 2000  | 2001 | 2002  | 2003 | 2004 | 2005 | 2006 | 2007 |
| ------------------ | ---- | ---- | ----- | ---- | ---- | ---- | ---- | ---- | ---- | ----- | ---- | ----- | ---- | ---- | ---- | ---- | ---- |
| Giro d'Italia      | -    | -    | -     | -    | -    | -    | -    | -    | -    | -     | -    | -     | -    | -    | -    | Ab.  | -    |
| Tour de France     | -    | -    | 110.º | -    | -    | -    | -    | -    | -    | 121.º | 85.º | 105.º | 86.º | -    | -    | -    | -    |
| Volta a Espanha    | -    | -    | -     | -    | -    | -    | -    | -    | -    | -     | -    | -     | -    | -    | -    | -    | -    |
| Mundial em Estrada | -    | Ab.  | -     | -    | -    | -    | -    | -    | -    | 43.º  | Ab.  | 110.º | 73.º | 51.º | -    | Ab.  | -    |

-: não participa

Ab.: abandono